# Iosif Ostrowski
Iosif Markowicz Ostrowski (ros. Иосиф Маркович Островский, ur. 1895 w Zwinogródce w guberni kijowskiej, zm. 21 czerwca 1937) – funkcjonariusz radzieckich służb specjalnych, starszy major bezpieczeństwa państwowego.

## Życiorys
Urodzony w rodzinie żydowskiego handlowca, skończył szkołę podstawową, pracował w drukarni, od maja 1915 do listopada 1917 służył w Armii Imperium Rosyjskiego, od listopada 1917 do sierpnia 1918 był członkiem Partii Lewicowych Eserowców, a od sierpnia 1918 RKP(b), w 1919 był żołnierzem Armii Czerwonej. Od października 1919 w Czece, funkcjonariusz Wydziału Specjalnego 12 Armii, od stycznia do marca 1921 szef Wydziału Specjalnego 12 Armii i pracownik Wydziału Specjalnego Charkowskiego Okręgu Wojskowego, od marca 1921 do 1922 przewodniczący okręgowej Czeki w Taganrogu, od 1922 do września 1923 przewodniczący okręgowego oddziału GPU w Mariupolu. Od 25 września do 15 października 1923 pomocnik szefa oddziału handlu i przemysłu Zarządu Ekonomicznego GPU w Moskwie, od 15 października 1923 do 21 stycznia 1925 szef Oddziału 2 Zarządu Ekonomicznego OGPU ZSRR, od 1 maja do 1 czerwca 1924 szef Oddziału 3 Zarządu Ekonomicznego OGPU ZSRR, od 1 listopada 1924 do 25 maja 1925 pomocnik szefa Zarządu Ekonomicznego OGPU ZSRR, od 15 czerwca 1925 do 2 stycznia 1926 zastępca pełnomocnego przedstawiciela OGPU na Uralu, od stycznia 1926 do czerwca 1929 kierownik moskiewskiego urzędu celnego, od 1 września 1929 do 25 lipca 1931 szef wydziału organizacyjnego Zarządu Administracyjno-Organizacyjnego OGPU ZSRR, równocześnie od 27 stycznia 1930 do 25 lipca 1931 pomocnik szefa Zarządu Administracyjno-Gospodarczego OGPU ZSRR. Od 13 marca 1930 do 18 sierpnia 1931 szef Wydziału Gospodarczego Zarządu Administracyjno-Gospodarczego OGPU ZSRR, od 25 lipca do 18 sierpnia 1931 zastępca szefa Zarządu Administracyjno-Gospodarczego OGPU ZSRR, od 18 sierpnia 1931 do 20 lutego 1933 zastępca zarządzającego sprawami OGPU ZSRR i szef Wydziału Gospodarczego Zarządzającego Sprawami OGPU ZSRR, od 20 lutego 1933 do 10 lipca 1934 zarządzający sprawami OGPU ZSRR. Od 11 lipca 1934 do 15 października 1936 szef Zarządu Administracyjno-Gospodarczego NKWD ZSRR, od 29 listopada 1935 starszy major bezpieczeństwa państwowego, od 15 października 1936 do 29 marca 1937 szef Zarządu Dróg Szosowych NKWD ZSRR.
29 marca 1937 aresztowany, 20 czerwca 1937 skazany na śmierć przez Wojskowe Kolegium Sądu Najwyższego ZSRR, następnie rozstrzelany.

## Odznaczenia
- Order Czerwonego Sztandaru (23 lutego 1928)
- Odznaka "Honorowy Funkcjonariusz Czeki/GPU (V)" (1923)
- Odznaka "Honorowy Funkcjonariusz Czeki/GPU (XV)" (20 grudnia 1932)